# 아메리칸 항공 587편 추락 사고
아메리칸 항공 587편 추락 사고는 미국 케네디 국제공항을 출발해 도미니카의 산토도밍고 국제공항으로 가던 아메리칸 항공 소속의 에어버스 A300 여객기가 뉴욕 퀸스의 주택가에 추락해 승객과 승무원 260명, 지상의 5명이 사망하고 1명이 부상당한 사고이다.
JFK에서 앞선 일본 항공 747기종을 뒤따라 이륙했는데, 비행익상 소용돌이에 휘말렸다. 이륙조종을 부조종사가 담당했는데 비행익상 소용돌이를 벗어나고자 방향키를 좌우로 강하게 조작하였고 이로 인해 수직꼬리날개가 떨어져 나가 추락하고 만다.
당시 에어버스 A300기종을 운용하는 대다수의 항공사는 비행익상 소용돌이에서 벗어나가 위한 조작법으로 방향키를 좌우로 강하게 차도록 훈련시키고 있었는데, 에어버스 A300 기종에서는 이런 과도한 조작은 항공기의 수직꼬리날개와 동체 연결부위에 과도한 부담을 줘서 꼬리날개가 떨어져 나갈 위험이 있었다.

## 같이 보기
- 일본항공 123편 추락 사고